# Saint-Sernin, Lot-et-Garonne
Saint-Sernin är en kommun i departementet Lot-et-Garonne i regionen Nouvelle-Aquitaine i sydvästra Frankrike. Kommunen ligger i kantonen Duras som tillhör arrondissementet Marmande. År 2022 hade Saint-Sernin 483 invånare.

## Befolkningsutveckling
Antalet invånare i kommunen Saint-Sernin
| Referens: INSEE |